# Roche Lake Park
Roche Lake Park är en park i Kanada.   Den ligger i provinsen British Columbia, i den södra delen av landet, 3 300 km väster om huvudstaden Ottawa. Roche Lake Park ligger 1 164 meter över havet. Den ligger vid sjöarna  Frisken Lake och Roche Lake.
Terrängen runt Roche Lake Park är huvudsakligen kuperad, men den allra närmaste omgivningen är platt. Trakten runt Roche Lake Park är nära nog obefolkad, med mindre än två invånare per kvadratkilometer.. Det finns inga samhällen i närheten. 
I omgivningarna runt Roche Lake Park växer i huvudsak barrskog.